# Resident Advisors
Resident Advisors é uma websérie de comédia dos Estados Unidos que estreou em 9 de abril de 2015, no Hulu.

## Sinopse
A web série segue o grupo de conselheiros residentes em um dormitório da faculdade.

## Elenco

### Principal
- Ryan Hansen como Doug Weiner, um conselheiro residente de 30 anos que está perseguindo seu quinto ano.
- Jamie Chung como Olivia Blunt, a diretora de residência do Dormitório Hutcherson, sem aspirações com aspirações de se mudar para o Vale do Silício.
- Andrew Bachelor como Sam Parker, um inteligente e competente RA que está se colocando na faculdade.
- Juliette Goglia como Rachel Cunningham, uma jovem caloura que cresceu em uma família polígama, que é acomodada com Leslie, um estudante do sexo masculino.
- Alison Rich como Amy Willard, uma RA peculiar e auto-consciente que ama cães.
- Graham Rogers como Tyler Stone, um louco RA que fica no Hutcherson.
- Daryl Sabara como Leslie Flowers, um estudante do sexo masculino acidentalmente alojado com uma residente feminina.

### Recorrente
- Romy Rosemont como Dean Berber
- Jacob Wysocki como Jack, Charles
- Vanessa Lengies como Marissa Penson-Weiner, ex-namorada de Doug que não está sobre ele.
- Esther Povitsky como Emily White
- Matt Shively como Mike Shelton
- David Del Rio como Ian
- Echo Kellum como Diretor de Segurança do Campus Dillerson

### Participação
- Ryan Malgarini como Beep Hutcherson, o benfeitor do Dormitório Hutcherson.
- Alex Newell como Morgan, um calouro.
- Chrissie Fit
- Hana Mae Lee como PJ (Paula-Jean)
- Anna Camp como Constance Renfro
- Michael Blaiklock como galo
- Nicole Byer como Kiki
- Colton Dunn como Fill-in Doug Weiner
- Jayma Mays como Dr. Michaela Roberts
- Elizabeth Banks é a médica do pênis de Leslie
- Brea Grant como o amigo mal-intencionado de Olivia
- Kelley Jakle como a garota de Leslie
- Jeff Meacham como Fred Flaterman

### Co-estrelado
- Troy Doherty como estudante universitário 1/cara de máscara
- . Noël Wells como estudante universitário 2
- Arielle Zimmerman como Heidi
- Layne Kula como companheira de quarto de Emily
- Andrew Dietz como Chip
- AJ Helfet como residente bêbado
- Thomas Barbusca como Milo
- Skylar Keesee como Ingrid
- Max Gray Wilbur como Sikh
- Renee Dorian como a máscara da máscara da purga
- Jessica Blair Herman
- Gilland Jones como a enfermeira do Slutty
- Kat Purgal como Bunny Lady
- Taylor John Smith
- Tracey Sayed como Carol

## Recepção
Do The New York Times, Mike Hale publicou uma crítica negativa: "[O] Hulu está nos dando, como sua mais recente série exclusiva, uma "Animal House" amadora batida chamada "Resident Advisors" que é realmente muito ruim."